# 张忠厚
张忠厚（1952年12月—），男，汉族，重庆巴南人，中华人民共和国政治人物。重庆市委党校研究生班法学专业毕业。

## 生平
1970年参加工作，1974年加入中国共产党。
2008年1月，任江西省高级人民法院院长。2016年1月，辞去江西省高级人民法院院长一职。
2008年，当选第十一届全国人民代表大会江西地区代表。2013年，当选第十二届全国人民代表大会江西地区代表。